# مایکروسافت آفیس میکس
مایکروسافت آفیس میکس (یا به سادگی " آفیس میکس ") یک سرویس ارائه شده توسط مایکروسافت به عنوان بخشی از مجموعه آفیس در گذشته بود. آفیس میکس که در سال ۲۰۱۴ معرفی شد، به عنوان بخشی از اشتراک مجموعه آفیس ۳۶۵ ارائه شد، قبل از اینکه در ۱ مه ۲۰۱۸ کنار گذاشته شود. وب سایت آفیس میکس برای کاربران قبلی فعال می‌ماند، اما برای کاربران جدید این سرویس در حال حاضر قابل دسترسی نیست.
آفیس میکس یک افزونه آفیس بود که با برنامه پاورپوینت ادغام شد و به عنوان یک سرویس آموزشی برای کمک به معلمان در ایجاد ارائه‌های کلاسی تعاملی در نظر گرفته شد. آفیس میکس به کاربر این امکان را می‌دهد تا وظایف مختلفی مانند قرار دادن متن یا طرح با قلمو، نقل قول‌ها، نظرسنجی‌ها و عکس‌های صفحه نمایش را مستقیماً در ارائه پاورپوینت  قرار دهند. این سرویس برای Office 2013 و Office 2016 در دسترس بود و فقط برای سیستم عامل ویندوز در دسترس بود.

## نصب و راه اندازی
آفیس میکس در برنامه پاورپوینت تعبیه نشده است. درعوض، کاربر باید نصب کننده افزونه آفیس میکس را از طریق وب سایت mix.office.com دریافت کند تا افزونه آفیس میکس را با برنامه پاورپوینت ادغام کند و یک برگه عمومی به نام "Mix" در رابط کاربری برنامه ظاهر کند. که در آن کاربر می‌تواند به گزینه‌های مختلف مربوط به آفیس میکس دسترسی داشته باشد.

## امکانات
سرویس Office Mix دارای امکانات زیر است:
- ترسیم متن و شکل با قلمو و حاشیه نویسی در ارائه‌های پاورپوینت، و درج نقل قول‌ها، نظرسنجی‌ها و عکس‌های صفحه نمایش به‌طور مستقیم.
- خروجی فایل در قالب فایل‌های ویدیویی
- ایجاد و مشاهده داده‌های آماری در مورد کاربرانی که آثار خود را از طریق ابزارهای تحلیلی مشاهده می‌کنند.

## منحل شدن آفیس میکس
از اول ماه مه ۲۰۱۸، سرویس آفیس میکس به‌طور رسمی توسط مایکروسافت کنار گذاشته شد. ویژگی‌های آفیس میکس به جای آن در برنامه پاورپوینت برای کاربرانی که آفیس را از طریق اشتراک آفیس ۳۶۵ دریافت کرده بودند، جاسازی شد و همچنان در دسترس است.